# Żuli (rejon krasninski)
Żuli (ros. Жули) – wieś (ros. деревня, trb. dieriewnia) w zachodniej Rosji, w osiedlu wiejskim Mierlinskoje rejonu krasninskiego w obwodzie smoleńskim.

## Geografia
Miejscowość położona jest 5 km od drogi federalnej R135 (Smoleńsk – Krasnyj – Gusino), 11 km od centrum administracyjnego osiedla wiejskiego (Mierlino), 21 km od centrum administracyjnego rejonu (Krasnyj), 26 km od Smoleńska, 16,5 km od najbliższego przystanku kolejowego (Wonlarowo).
W granicach miejscowości znajdują się ulice: Dacznaja, Kuprijanowa.

## Demografia
W 2010 r. miejscowość liczyła 16 mieszkańców.